# Бандовић
Бандовић је српско презиме. Значајни људи са овим презименом су:
- Игор Бандовић (1977), правник
- Љубомир Бандовић (1976), глумац